# Independência ou Morte (filme)
Independência ou Morte é um filme brasileiro do gênero drama histórico lançado em setembro de 1972, dirigido por Carlos Coimbra.
Foi lançado durante as comemorações do centésimo quinquagésimo aniversário da Independência do Brasil em 1972, sendo produzido e distribuído pela Cinedistri e recebendo financiamento da Embrafilme. O filme teve um público de 2 924 494 espectadores, sendo o filme brasileiro mais assistido daquele ano.

## Sinopse
O filme mostra de maneira romantizada o processo que levou à emancipação política do Brasil em relação a Portugal, além de outros eventos como o caso extraconjugal de Pedro I com a Marquesa de Santos.

## Elenco
Conforme a Cinemateca Brasileira:
- Tarcísio Meira .... Pedro I do Brasil
- Glória Menezes .... Marquesa de Santos
- Dionísio Azevedo .... José Bonifácio
- Kate Hansen .... Imperatriz Leopoldina
- Manuel de Nóbrega .... João VI de Portugal
- Heloísa Helena .... Carlota Joaquina
- Emiliano Queiroz .... Chalaça
- Renato Restier .... barão de Mareschall
- Anselmo Duarte .... Gonçalves Ledo
- Jairo Arco e Flexa .... tenente Canto e Mello
- Abílio Pereira de Almeida .... Clemente Pereira
- Maria Cláudia .... Imperatriz Amélia de Leuchtenberg
- Vanja Orico .... baronesa de Goitacases
- Francisco Di Franco .... Plácido
- José Lewgoy .... João Pinto
- Macedo Neto .... marquês de Paranaguá
- Carlos Imperial .... taberneiro
- Flora Geny .... marquesa de Itaguaí
- Edson França .... conde dos Arcos
- Sérgio Hingst .... padre Januário Barbosa
- Antonio Patiño .... Martim Francisco
- Rodolfo Arena .... Palmela
- Lajar Muzuris .... frei Sampaio
- Victor Merinow .... dr. Vicente Navarro
- Clóvis Bornay .... embaixador Pontois
- Lola Brah .... dama do paço
- Yves Hublet .... intendente da polícia
- Tarcísio Filho .... Pedro 1.º jovem
- Marcelo Maduar .... Pedro 2.º menino
- Milton Vilar .... brigadeiro Carretti
- Labanca ... frei Arrábida
- Carlos Miranda .... major Frias
- Alberto Manduar .... pe. Belchior
- Fernando Vilar .... cel. Silva Prado
- Geraldo Gonzaga .... secretário da Assembleia
- Arlindo Costa .... gov. Oyenhausen
- Waldir Fiori .... Antônio Carlos
- Oscar Cardona .... cap. Góis Aranha
- Raul de Smandeck .... Faria Lobato
- Clarice Martins .... viscondessa de Rio Seco
- Edmundo Carijó .... visconde de Rio Seco
- Roberto Soares .... pe. Macamboa
- Dustan Maciel .... Tomás Antônio
- Neto Campello .... Lacombe
- Jefferson Dantas .... homem do povo
- Roberto Ferreira .... homem na taberna
- Manuel Vieira .... português

## Ligações Externas
- Independência ou Morte. no IMDb.